# Vâlcelele (okręg Bihor)
Vâlcelele – wieś w Rumunii, w okręgu Bihor, w gminie Suplacu de Barcău. W 2011 roku liczyła 252 mieszkańców.